# Denis Drouin
Pour les articles homonymes, voir Drouin.
Denis Drouin est un comédien et humoriste canadien né à Québec le 16 avril 1916 et mort le 27 avril 1978 du cancer du poumon.

## Biographie
Denis Drouin, l'une des grandes figures de l'humour québécois, a eu une carrière riche et diversifiée. Après avoir suivi une formation en art dramatique, il a commencé en tant qu'annonceur à la radio de CKCV à Québec.
Au milieu des années 1940, il a commencé à se produire régulièrement sur la scène du théâtre burlesque, aux côtés d'artistes renommés de son époque tels que Manda Parent, Juliette Petrie et Paul Desmarteaux. Cette collaboration a duré plus de 20 ans. Cependant, il est surtout connu pour le duo qu'il a formé à plusieurs reprises avec Olivier Guimond. Il a également participé à plusieurs feuilletons radiophoniques populaires, dont Le Curé de village, Rue Principale, Métropole de Robert Choquette.
De 1954 à 1960, Denis Drouin a été membre actif de la troupe Le Beu qui rit dirigée par Paul Berval. Cette troupe, composée principalement de Paul Berval, Jean-Claude Deret, Jacques Lorain et bien sûr Denis Drouin, a connu un immense succès et a marqué la scène des cabarets montréalais de cette décennie. Dominique Michel et Denise Filiatrault y ont également régulièrement participé. La troupe a été invitée fréquemment à la télévision, notamment à l'émission Music-hall de Radio-Canada, présentée par Michelle Tisseyre.
Denis Drouin a également joué dans plusieurs pièces de théâtre et a été remarqué à la télévision, notamment dans des séries telles que Cré Basile, Symphorien et Chère Isabelle. Il a également participé à d'autres émissions populaires, dont La Pension Velder, La P'tite semaine, la télé-série Duplessis et plusieurs éditions des Bye Bye. Sa présence mémorable aux côtés d'Olivier Guimond dans le sketch du soldat canadien à Westmount, lors du Bye Bye de 1970, reste gravée dans les mémoires. Ce sketch était un clin d'œil humoristique à la crise d'octobre au Québec. Il a également fait partie de la série télévisée pour enfants Patofville de 1975 à 1976.
En plus de sa carrière à la télévision et au théâtre, Denis Drouin a joué dans plusieurs productions cinématographiques québécoises importantes.
Denis Drouin était un travailleur acharné, un véritable professionnel de la comédie. Il possédait une mémoire remarquable qui lui permettait d'aider d'autres acteurs moins doués. Dans de telles situations, sa grande capacité d'improvisation lui a souvent permis de se sortir de situations difficiles.
Sa sépulture se trouve au Cimetière Notre-Dame-des-Neiges, à Montréal.

## Filmographie

### DVD
- 2011 Bonjour Patof (Musicor Produits Spéciaux)

## Hommages
Il est interprété par Bernard Fortin dans la série Cher Olivier.
- Une plaque "Ici vécut de la ville de Québec est présente au 588, rue Saint-François Est, en son honneur, pour indiquer son ancien lieu de résidence.

## Sources
- Site internet Bilan du siècle
- Pierre Day, Paul Berval, Vivre pour le rire, Éditions Trait d'union, 2004